# Nordisk kombination vid olympiska vinterspelen 1924
Resultat från tävlingarna i nordisk kombination vid olympiska vinterspelen 1924 i Chamonix. Samtliga medaljer vanns av Norge.

## Medaljörer
| Gren   | Guld                | Silver                  | Brons                      |
| Herrar | Thorleif Haug Norge | Thoralf Strømstad Norge | Johan Grøttumsbråten Norge |

## Resultat

### Herrar
| Placering | Deltagare                    | Poäng  |
| --------- | ---------------------------- | ------ |
| 1         | Thorleif Haug (NOR)          | 18.906 |
| 2         | Thoralf Strømstad (NOR)      | 18.219 |
| 3         | Johan Grøttumsbråten (NOR)   | 17.854 |
| 4         | Harald Økern (NOR)           | 17.260 |
| 5         | Axel-Herman Nilsson (SWE)    | 14.063 |
| 6         | Josef Adolf (TCH)            | 13.720 |
| 7         | Walter Buchberger (TCH)      | 13.625 |
| 8         | Menotti Jakobsson (SWE)      | 12.823 |
| 9         | Verner Eklöf (FIN)           | 12.583 |
| 10        | Kléber Balmat (FRA)          | 12.333 |
| 11        | Sigurd Overby (USA)          | 12.219 |
| 11        | Peter Schmid (SUI)           | 12.219 |
| 13        | Josef Bím (TCH)              | 12.083 |
| 14        | Alexandre Girard-Bille (SUI) | 11.604 |
| 15        | Hans Eidenbenz (SUI)         | 11.438 |
| 16        | Sulo Jääskeläinen (FIN)      | 11.365 |
| 17        | Xaver Affentranger (SUI)     | 11.188 |
| 18        | Gilbert Ravanel (FRA)        | 11.063 |
| 19        | Andrzej Krzeptowski (POL)    | 9.531  |
| 20        | André Vandelle (FRA)         | 8.167  |
| 21        | Anders Haugen (USA)          | 5.750  |
| 22        | John Carleton (USA)          | 5.104  |
| —         | Ragnar Omtvedt (USA)         | DNF    |
| —         | Franciszek Bujak (POL)       | DNF    |
| —         | Nils Lindh (SWE)             | DNF    |
| —         | István Déván (HUN)           | DNF    |
| —         | Aladár Háberl (HUN)          | DNF    |
| —         | Béla Szepes (HUN)            | DNF    |
| —         | Otakar Německý (TCH)         | DNF    |
| —         | Martial Payot (FRA)          | DNF    |
| —         | Tuure Nieminen (FIN)         | DNF    |

## Deltagare
30 aktiva från nio länder deltog:
- Finland (3)
- Frankrike (4)
- Norge (4)
- Polen (2)
- Schweiz (4)
- Sverige (3)
- Tjeckoslovakien (4)
- Ungern (3)
- USA (4)